# کریس هیگینس (بازیکن فوتبال)
کریس هیگینس (انگلیسی: Chris Higgins؛ زادهٔ ۴ ژوئیهٔ ۱۹۸۵) بازیکن فوتبال اهل بریتانیا است.
از باشگاه‌هایی که در آن بازی کرده‌است می‌توان به باشگاه فوتبال مادرول اشاره کرد.